# Pitelli
Pitelli is een plaats (frazione) in de Italiaanse gemeente La Spezia.